# Joseph Samachson
El Dr. Joseph Samachson (1906 -1980) fue un científico y escritor nacido en Trenton, Nueva Jersey, hijo de David y Anna Samachson. Dedicó su vida al campo de la bioquímica, particularmente en el estudio de los huesos. Sin embargo, también se logró una bien merecida reputación como autor de libros para jóvenes como Mel Olivar and Space Rover on Marss, que fueron traducidos a muchos idiomas, incluido el alemán. Era autor de ciencia ficción bajo el pseudónimo de William Morrison, y también escribió guiones para DC Comics y creó al Detective Marciano. 
Junto a su mujer, Dorothy Samachson, escribió sobre teatro (Let's Meet the Theatre y The Dramatic Story of the Theatre), música (Masters of Music y The Fabulous World of Opera), arqueología (Good Digging) y sobre lugares interesantess (Rome, un libro de Rand McNally sobre ciudades del mundo). Además, el Dr. Samachson contribuía habitualmente en revistas científicas y fue el autor de The Armor Within Us: The Story of Bone.
Se graduó en la Universidad de Rutgers y obtuvo su doctorado en Yale. Fue profesor asistente en la Escuela de Medicina de la Universidad de Illionis. También dirigió un laboratorio sobre investigación metabólica en el Hospital de la Administración para Veteranos de Hines, Illinois, una unidad de investigación que se enfrentó a las enfermedades que afectan al esqueleto. El Dr. Samachson también aprendió ruso de manera autodidacta.
Joseph Samachson murió en 1980 por complicaciones en su Enfermedad de Parkinson. Le sobrevivieron su hijos, el escritor Michael Samachson y la fotógrafa Miriam Berkley, que también es escritora.
- Datos: Q518858